# Гулак, Николай Иванович
Никола́й Ива́нович Гула́к (25 мая 1821, Варшава — 27 мая [8 июня] 1899, Елизаветполь) — учёный, общественный и политический деятель, педагог, публицист.

## Биография
Николай Гулак родился 25 мая 1821 года в Варшаве. Он происходил из казацко-старшинского, впоследствии дворянского рода Гулаков — потомков генерального обозного Войска Запорожского времён гетманства Петра Дорошенко. Его отец — Иван Иванович Гулак — до выхода в отставку 14 лет прослужил в Варшаве. Там проживала и его семья, в частности, жена Ивана Гулака и мать Николая — Надежда Андреевна Суровцева. Двоюродный брат поэта А. А. Навроцкого. Выйдя в отставку в чине майора, Иван Гулак остаток своей жизни провел на хуторе Гулаковци на Полтавщине, работая копиистом межевого суда.
В 1843 году Гулак окончил юридический факультет Дерптского университета. В 1844 году он получил учёную степень кандидата права. С 1845 по 1847 год Николай служил чиновником канцелярии киевского, подольского и волынского генерал-губернатора.
В декабре 1845 — январе 1846 года Николай Гулак вместе с Николаем Костомаровым и Василием Белозерским основал Кирилло-Мефодиевское братство. 18 марта 1847 года был арестован и заключён в Шлиссельбургскую крепость, где находился до 1850 года. Во время следствия отказался давать показания и назвать кого-либо из участников братства.
С 1850 по 1855 годах жил в Перми под надзором полиции. С 1859 года работал преподавателем математики, естественных наук и истории в учебных заведениях Одессы, Керчи, Кутаиси, Тифлис, Гянджи (Елизаветполя).
Ему принадлежат работы по истории, математике, философии, юриспруденции, переводы грузинской («Витязь в тигровой шкуре» Шота Руставели) и азербайджанской литературы, в частности Низами Гянджеви.

## Память
- В 1961 году имя Гулака присвоили улице в Киеве.
- Роман Иванычук посвятил жизни и деятельности Гулака исторический роман «Четвёртое измерение» (1984).